# Kotohito Kan'in
El príncipe Kan'in Kotohito (閑院宮載仁親王, Kan'in-no-miya Kotohito Shinno OM, 10 de noviembre de 1865-? 21 de mayo de 1945) fue el sexto representante de una rama menor de la familia imperial japonesa y un militar de carrera que sirvió como jefe del Estado Mayor Imperial japonés de 1931 a 1940.

## Los primeros años
El príncipe Kotohito nació en Kioto el 10 de noviembre de 1865. Fue el decimosexto hijo del príncipe Fushimi Kuniye (1802-1875). Su padre era el vigésimo jefe de la Fushimi-no-miya, una de los shinnōke o cuatro ramas de la familia imperial nipona; sus jefes podían acceder al trono si se extinguía el linaje principal. Dado que la mortalidad infantil de la casa imperial era bastante alta, el emperador Komei, padre del emperador Meiji, adoptó al príncipe Kotohito, que pasó a ser un posible heredero del trono japonés. El príncipe Kotohito era por tanto hermano adoptivo del emperador Meiji y tío abuelo del emperador Showa y de su esposa, la emperatriz Kōjun.
Aunque a la edad de tres años se lo envió al templo de Sambo-en para hacerse monje budista, en 1872 se decidió que restaurase la Kan'in-no-miya, otro de los linajes shinnōke, que se había extinguido tras la muerte de su quinto representante, el príncipe Naruhito.

## Matrimonio y familia
Así, el 19 de diciembre de 1891, se casó con Sanjō Chieko (30 de enero de 1872-19 de marzo de 1947), hija del príncipe Sanjō Sanetomi. La pareja tuvo siete hijos, cinco mujeres y dos varones:
1. El príncipe Kan'in Atsuhito (笃 仁王, Atsuhito-O?, 1894-1894)
2. La princesa Kan'in Yukiko (恭子 女王, Yukiko Joo?, 1896-1992)
3. La princesa Kan'in Shigeko (茂 子女 王, Shigeko Joo?, 1897-1991)
4. La princesa Kan'in Sueko (季 子女 王, Sueko Joo?, 1898-1914)
5. El príncipe Kan'in Haruhito (闲 院 宫 春 仁王, Kan'in-no-miya Haruhito-O?, 1902-1988)
6. La princesa Kan'in Hiroko  (寛 子女 王, Hiroko Joo?, 1906-1923)
7. La princesa Kan'in Hanako (华 子女 王, Hanako Joo?, 1909-2003)

### Carrera política
En 1921, el príncipe Kan'in acompañó al entonces el príncipe Hirohito en su gira por Europa. Se le nombró jefe del Estado Mayor del Ejército el 1 de diciembre de 1931, en sustitución del general Kanaya Hanzo.
Se ha acusado al Ejército Imperial Japonés durante el periodo en que dirigió el Estado Mayor de haber cometido numerosas atrocidades contra la población civil china, entre ellas la matanza de Nankín y el uso de armas químicas y bacteriológicas. Las armas químicas, como los gases lacrimógenos, fueron utilizados de manera esporádica en 1937 pero, en la primavera de 1938, el Ejército Imperial Japonés comenzó a emplear gases para hacer estornudar y causar náuseas; desde el verano de 1939, utilizó también gas mostaza contra soldados tanto del Kuomintang como comunistas. El príncipe Kan'in transmitió al Ejército la primera directriz imperial (rinsanmei) que autorizaba el uso de armas químicas el 28 de julio de 1937. El 11 de septiembre transmitió una segunda orden, que permitía usar unidades especializadas en armas químicas en Shanghái. El 11 de abril de 1938, se envió la directriz 11, en su nombre, que daba permiso para utilizar gas venenoso en la Mongolia Interior.
El príncipe Kan'in, entre otros en el Ejército, se opuso a los intentos del primer ministro de Japón Yonai Mitsumasa de mejorar las relaciones con los Estados Unidos y el Reino Unido. Forzó la renuncia del ministro de Guerra, el general Hata Shunroku (1879-1962), lo que precipitó la  dimisión del gabinete Yonai en julio de 1940. Participó en las conferencias de enlace entre los jefes del Estado Mayor y el segundo gabinete del príncipe Konoe Fumimaro (junio de 1940 a julio de 1941). Al igual que el teniente general Tojo Hideki, el nuevo ministro de Guerra, respaldó la firma del Pacto Tripartito entre el Imperio de Japón, la Alemania nazi y la Italia fascista.
Se retiró de la jefatura del Estado Mayor General el 3 de octubre de 1940 y le sucedió en el puesto Hajime Sugiyama. Continuó siendo miembro del Consejo Supremo de Guerra y uno de los principales asesores del emperador en asuntos militares. Falleció en Odawara en la residencia de verano de los Kan'in, posiblemente debido a una infección causada por inflamación de hemorroides el 21 de mayo de 1945 y se le concedió un funeral de Estado.
El príncipe era un firme partidario del sintoísmo estatal. Con Kiichiro Hiranuma creó el Consejo de Investigación de Ritos Sintoístas, dedicado a la investigación de los antiguos ritos y prácticas sintoístas. Otros colaboradores en esta empresa fueron Kuniaki Koiso, Heisuke Yanagawa, que dirigió la Taisei Yokusankai, y Chikao Fujisawa, miembro de la Dieta de Japón, quien propuso una ley que confirmase el sintoísmo como religión de Estado.
Su único hijo varón que superó la infancia, el príncipe Kan'in Haruhito, le sucedió como séptimo y último jefe de la familia Kan'in-no-miya.
Sus condecoraciones incluyen la Gran Orden del Mérito, la Orden del Milano de Oro de primera clase y el Collar de la Suprema Orden del Crisantemo.